# Sint-Aleydiskerk (Schaarbeek)
De Sint-Aleydiskerk (ook: Sint-Aleidiskerk; Frans: Église Sainte-Alice) is een rooms-katholiek kerkgebouw in de Belgische gemeente Schaarbeek, gelegen aan Daillylaan 140.
De kerk is gewijd aan de heilige Aleidis van Schaarbeek.

## Geschiedenis
In 1905 werd op deze plaats reeds een bescheiden neogotische kerk gebouwd, eveneens aan de heilige Aleidis gewijd. In 1907 werd de bijbehorende parochie opgericht, gewijd aan de heiligen Theresia van Avilla en Aleidis. In 1932 werd in deze parochie een tweede kerk gebouwd, vanwege de sterke bevolkingsgroei. Dit was de Sint-Theresiakerk. De parochie werd in 1943 gesplitst.
In 1952 werd met de bouw van de nieuwe Sint-Aleydiskerk begonnen. Architect was Willy van Hove. De kerk werd in 1954 ingezegend.

## Gebouw
Het nieuwe gebouw bevatte neoromaanse elementen maar werd vooral geïnspireerd door de art-decostijl. De symmetrische voorgevel is monumentaal. Boven de ingangspartij, geflankeerd door twee zijgevels, ziet men een groot rondbogig venster, door hoge pilasters verdeeld. De vier centrale pilasters reiken tot voorbij de vierkante toren.
Het hoofdaltaar werd ontworpen door Mazy, de kruiswegstaties zijn van M. Lejeune en bestaan uit reliëfs van gedreven metaal.